# Хуцція II
Хуцція II (д/н— 1440-ті до н. е.) — великий цар (руба'ум рабі'ум) Середньохеттського царства.

## Життєпис
Син царя Ціданти II. Після смерті останнього близько 1450 року до н. е. посів трон. Намагався дотримуватися мирних стосунків з сусідами. Проте ситуацію погіршило те, що царство Кіззуватна стало союзником Мітанні, з якою Хуцція II не міг ефективно боротися, зазнавши низки поразкок. В результаті було втрачено південні області та східний регіон Ісува. Ситуацію врятувало вторгнення єгипетського фараона Тутмоса III, який став загрожувати Мітанні.
Ймовірно зовнішні невдачі призвели до заколоту у 1440-х роках до н. е. на чолі із мешеді (очільник царської сторожі) Муваталлі, який сам захопив трон.